# Voïvodie de Lwów
1920–1939
La voïvodie de Lwów est une entité administrative de la Deuxième République polonaise. Créée en 1920, elle cessa d'exister en 1939. Sa capitale était la ville de Lwów.

## Villes principales
- Lwów
- Borysław
- Drohobycz
- Jarosław
- Krosno
- Przemyśl
- Rawa Ruska
- Rzeszów
- Sambor
- Sanok
- Żółkiew

## Démographie
Cette statistique s'appuie sur le recensement effectué en 1921.
- Polonais : 1 537 986 (56,58 %)
- Ukrainiens[3]  : 975 268 (35,88 %)
- Juifs : 190 368 (7,00 %)
- Allemands : 12 436

## Effectifs par religion
- Église catholique : 1 264 162 (46,51 %)
- Église gréco-catholique ukrainienne : 1 126 207 (41,43 %)
- Judaïsme : 313 206 osób (11,52 %)
- Protestantisme : 12 403

Cette statistique comparée au recensement de 1921 (voir la section précédente) montre que des Polonais (a priori catholiques romains) se sont déclarés gréco-catholiques. Le nombre plus important de pratiquants juifs que de personnes s'étant déclarées ethniquement juives pourrait signifier que les Juifs n'ont pas nécessairement déclaré l'être lors du recensement, pour éventuellement échapper à l'antisémitisme latent existant en Europe orientale. Le nombre d'adeptes du protestantisme coïncide en revanche parfaitement avec les personnes qui se sont déclarées d'origine allemande.